# Seann William Scott
Seann William Scott (Cottage Grove, 3 ottobre 1976) è un attore statunitense.
È conosciuto per aver recitato in molti film d'azione e comici, ma in particolar modo per aver interpretato Steve Stifler nella saga cinematografica American Pie.

## Biografia
Ultimo di sette figli (entrambi i suoi genitori avevano avuto tre figli da matrimoni precedenti), nasce da Patricia Ann, casalinga, e William Frank Scott, operaio. L'ispirazione di diventare attore gli venne mentre lavorava al cinema locale e vedeva tutti i film proiettati gratuitamente. Dopo essersi diplomato, si trasferisce a Los Angeles, dove partecipa ad un concorso volto alla scoperta di nuovi talenti.
Debutta nel 1997 nel film Born Into Exile seguito da Chad's World l'anno successivo, e compare nel video di Hole in my Soul, canzone degli Aerosmith. Nel 1999, arriva al successo grazie all'interpretazione di Steve Stifler in American Pie - Il primo assaggio non si scorda mai. Per il suo ruolo di supporto nel primo film, Scott ha riferito di essere stato pagato 8.000 dollari.
Nel 2001, prende parte al sequel American Pie 2, che incassa oltre 300 milioni di dollari in tutto il mondo, nel 2003 recita in American Pie - Il matrimonio. Nel 2000, interpreta il ruolo di Billy in Final Destination e, lo stesso anno, quello di Chester in Fatti, strafatti e strafighe. L'attore ha citato in diverse interviste la sua paura di fusione di caratteri (essere identificato dal pubblico come un determinato personaggio), che lo ha portato a scegliere diversi tipi di personaggi post-American Pie.
È apparso anche nei film Jay & Silent Bob... Fermate Hollywood! regia di Kevin Smith con una parte minore e in Southland Tales - Così finisce il mondo dove si riunisce con il collega attore Dwayne Johnson, con il quale aveva già lavorato in Il tesoro dell'Amazzonia uscito nel 2003. Nel 2003, presenta gli MTV Movie Awards insieme a Justin Timberlake. I due hanno inscenato diverse parodie, tra cui scene di Matrix Reloaded. È stato inoltre ospitato al Saturday Night Live.
Nel 2010, è co-protagonista di Poliziotti fuori - Due sbirri a piede libero, una commedia d'azione, al fianco di Bruce Willis e Tracy Morgan. Nel 2012, ritorna nel ruolo che lo ha reso celebre, ovvero Steve Stifler, nel quarto capitolo cinematografico di American Pie, intitolato American Pie - Ancora insieme. Nell'ottobre 2013, Scott è apparso come guest star in un episodio della serie televisiva FX C'è sempre il sole a Philadelphia, nel ruolo di Country Mac. Nel 2018, l'attore entra a far parte della 3ª stagione di Lethal Weapon nel ruolo di Wes Cole, il detective che sostituisce Martin Riggs al fianco di Roger Murtaugh. Nel 2019, Scott ha interpretato il patrigno violento Martin nel road movie Already Gone, che è stato prodotto da Keanu Reeves.

## Filmografia

### Cinema
- American Pie, regia di Paul Weitz (1999)
- Final Destination, regia di James Wong (2000)
- Road Trip, regia di Todd Phillips (2000)
- Fatti, strafatti e strafighe (Dude, Where's My Car?), regia di Danny Leiner (2000)
- Evolution, regia di Ivan Reitman (2001)
- American Pie 2, regia di J. B. Rogers (2001)
- Jay & Silent Bob... Fermate Hollywood! (Jay and Silent Bob Strike Back), regia di Kevin Smith (2001) – cameo
- Crime Party (Stark Raving Mad), regia di Drew Daywalt e David Schneider (2002)
- Old School, regia di Todd Phillips (2003)
- Il monaco (Bulletproof Monk), regia di Paul Hunter (2003)
- American Pie - Il matrimonio (American Wedding), regia di Jesse Dylan (2003)
- Il tesoro dell'Amazzonia (The Rundown), regia di Peter Berg (2003)
- Hazzard (The Dukes of Hazzard), regia di Jay Chandrasekhar (2005)
- Southland Tales - Così finisce il mondo (Southland Tales), regia di Richard Kelly (2006)
- Trainwreck: My Life as an Idiot, regia di Todd Harrison Williams (2007) – cameo
- Mr. Woodcock, regia di Craig Gillespie (2007)
- Una carriera a tutti i costi (The Promotion), regia di Steve Conrad (2008)
- Role Models, regia di David Wain (2008)
- Balls Out: Gary the Tennis Coach, regia di Danny Leiner (2009)
- Poliziotti fuori - Due sbirri a piede libero (Cop Out), regia di Kevin Smith (2010)
- Jackass 3D, regia di Jeff Tremaine (2010)
- Goon, regia di Michael Dowse (2011)
- American Pie: Ancora insieme (American Reunion), regia di Jon Hurwitz e Hayden Schlossberg (2012)
- Buon compleanno (Happy Birthday), episodio di Comic Movie (Movie 43), regia di Brett Ratner (2013)
- Just Before I Go, regia di Courteney Cox (2014)
- Goon: Last of the Enforcers, regia di Jay Baruchel (2017)
- Super Troopers 2, regia di Jay Chandrasekhar (2018)
- Bloodline, regia di Henry Jacobson (2018)
- Already Gone, regia di Christopher Kenneally (2019)
- L’ira di Becky (The Wrath of Becky), regia di Matt Angel e Suzanne Coote (2023)
- Jackpot - Se vinci ti uccido! (Jackpot!), regia di Paul Feig (2024)

### Televisione
- E vissero infelici per sempre (Unhappily Ever After) – serie TV, episodio 3x02 (1996)
- Born Into Exile, regia di Eric Laneuville – film TV (1997)
- Troppi in famiglia (Something So Right) – serie TV, episodio 2x03 (1998)
- C'è sempre il sole a Philadelphia (It's Always Sunny in Philadelphia) – serie TV, episodio 9x05 (2013)
- Lethal Weapon – serie TV, 15 episodi (2018-2019)
- Welcome to Flatch – serie TV, 27 episodi (2022-in corso)
- Quell'uragano di figlia (Shifting Gears) – serie TV, 10 episodi (2025-in corso)

### Doppiatore
- Nox – videogioco (2000)
- L'era glaciale 2 - Il disgelo (Ice Age: The Meltdown), regia di Carlos Saldanha (2006)
- Planet 51, regia di Jorge Blanco (2009)
- L'era glaciale 3 - L'alba dei dinosauri (Ice Age: Dawn of the Dinosaurs), regia di Carlos Saldanha (2009)
- L'era glaciale 4 - Continenti alla deriva (Ice Age: Continental Drift), regia di Steve Martino e Mike Thurmeier (2012)
- L'era glaciale - In rotta di collisione (Ice Age: Collision Course), regia di Mike Thurmeier e Galen T. Chu (2016)

## Doppiatori italiani
Nelle versioni in lingua italiana dei suoi lavori, Seann William Scott è stato doppiato da:
- Stefano Crescentini in American Pie, American Pie 2, American Pie - Il matrimonio, Role Models, Una carriera a tutti i costi, American Pie: Ancora insieme, Goon, Goon: Last of the Inforcers, Jackpot - Se vinci ti uccido!
- Francesco Pezzulli in Lethal Weapon, Quell'uragano di figlia
- Marco Vivio in Final Destination, Road Trip
- Roberto Gammino in Crime Party, Il tesoro dell'Amazzonia
- Massimiliano Alto in Hazzard, Comic Movie
- Corrado Conforti in Fatti, strafatti e strafighe
- Christian Iansante in Evolution
- Oreste Baldini in Jay & Silent Bob... Fermate Hollywood!
- Mirko Mazzanti in Old School
- Giorgio Borghetti in Il monaco
- Simone Mori in Southland Tales - Così finisce il mondo
- Riccardo Rossi in Poliziotti fuori - Due sbirri a piede libero
- Edoardo Stoppacciaro in Super Troopers 2

Da doppiatore è sostituito da:
- Francesco Pezzulli in L'era glaciale 2 - Il disgelo, L'era glaciale 3 - L'alba dei dinosauri, L'era glaciale 4 - Continenti alla deriva, L'era glaciale - In rotta di collisione
- Corrado Conforti in Planet 51